# Pokémon: Battle Frontier-afsnit
Pokémon: Battle Frontier er den niende sæson af Pokémon og den sidste del af Pokémon Serien: Ruby and Sapphire, en japansk anime-TV-serie, kendt i Japan under navnet Pocket Monsters: Advanced Generation (ポケットモンスター アドバンスジェネレーション Poketto Monsutā Adobansu Jenerēshon). Den blev oprindeligt sendt i Japan på TV Tokyo fra den 6. oktober 2005 til den 14. september 2006, og senere i Danmark på TV 2 fra den 13. september 2008 til den 24. marts 2009. Sæsonen blev sprunget over i Danmark til at starte med, men efter at TV2 havde sendt Diamond and Pearl. Det er også den sidste gang, TV2 licenserede nye afsnit af serien. Den danske versionering er lavet af Dubberman og er baseret på den amerikanske udgave, som er produceret af The Pokémon Company.
Denne sæson omhandler den tiårige Pokémontræner Ash Ketchum (spillet af Mathias Klenske på dansk og af Rika Matsumoto på japansk) og hans elektriske partner-Pokémon Pikachus (spillet af Ikue Ōtani) eventyr, som de samler Frontalsymboler i den fiktive Kanto-region, ved at besejre Frontalledere og overvinder Battle Frontier-udfordringen. Semmen med dem rejser Brock, Pewter Citys Styrkecenterleder, samt den unge Pokémonkoordinator May og hendes bror, Max, som hun deltager i Pokémonkonkurrencer for at vinde Bånd, så hun kan deltage i Kanto-regionens Grand Festival-turneringen.
Afsnittene er instrueret af Masamitsu Hidaka og Norihiko Sudo og produceret af animationsstudiet OLM.
Den første japanske intro, fremført af Akina Takaya, hedder "Battle Frontier" (バトルフロンチア Batoru Furontia), og den anden, fremført af Rika Matsumoto, hedder "Spurt!" (スパート! Supāto!). Den danske intro, fremført af Jan Tellefsen, som hedder "Battle Frontier", er baseret på den engelske intro af Jason Appleton af samme navn.

## Afsnit
| Nr. i serie | Nr. i sæson | Dansk titel Japansk titel | Japansk visning     | Dansk visning       |
| ----------- | ----------- | --- | ------------------- | ------------------- |
| 422         | 01          | "En frygtindgydende forfalskning" "Esupā Tai Gōsuto! Mayonaka no Kettō!?" (エスパーVSゴースト！真夜中の決闘！？)                                       | 6. oktober, 2005    | 13. september, 2008 |
| 423         | 02          | "Søde, lille James" "Manene Tōjō! Kyūsoku no Yakata!" (マネネ登場！休息の館！)                                                                         | 13. oktober, 2005   | 13. september, 2008 |
| 424         | 03          | "Ikke så meget Brock" "Mizugorō to Mokoko! Koi no Tokkōyaku!?" (ミズゴロウとモココ！恋の特効薬！？)                                                    | 20. oktober, 2005   | 20. september, 2008 |
| 425         | 04          | "Heldet smiler til de frejdige" "Batoru Arīna! Kakutō Taiketsu!!" (バトルアリーナ！格闘対決！！)                                                       | 27. oktober, 2005   | 20. september, 2008 |
| 426         | 05          | "Mays æg-stra gode eventyr" "Sodateyasan to Pokemon no Tamago!" (そだて屋さんとポケモンのタマゴ！)                                                     | 3. november, 2005   | 27. september, 2008 |
| 427         | 06          | "Weekendkriger" "Raibaru wa Sararīman!?" (ライバルはサラリーマン！？)                                                                                  | 10. november, 2005  | 27. september, 2008 |
| 428         | 07          | "Ved den gamle dam" "Hakuryū no Mizūmi!" (ハクリューの湖！)                                                                                            | 17. november, 2005  | 4. oktober, 2008    |
| 429         | 08          | "Taktik, tak!!" "Batoru Dōmu! Honō to Mizu no Fyūjon!!" (バトルドーム！炎と水のフュージョン！！)                                                       | 24. november, 2005  | 4. oktober, 2008    |
| 430         | 09          | "Sammen vender vi strømmen" "Dokkiri! Bikkuri! Erekiddo!!" (ドッキリ！ビックリ！エレキッド！！)                                                        | 1. december, 2005   | 1. oktober, 2008    |
| 431         | 10          | "Den grønne vogter" "Pokemon Renjā Tōjō! Serebyi Kyūshutsu Sakusen!!" (ポケモンレンジャー登場！セレビィ救出作戦！！)                                   | 8. december, 2005   | 1. oktober, 2008    |
| 432         | 11          | "Fra vugge til frihed" "Usohachi to Ninja Sukūru!!" (ウソハチと忍者スクール！！)                                                                       | 15. december, 2005  | 18. oktober, 2008   |
| 433         | 12          | "Tidslommer lindrer alle sår" "Toki o Koeru Haruka!!" (時を超えるハルカ！！)                                                                           | 22. december, 2005  | 18. oktober, 2008   |
| 434         | 13          | "I kamp og kærlighed!" "Nettō Batoru Chūbu! Tai Chūbu Kuīn Azami!!" (熱闘バトルチューブ！VSチューブクイーン・アザミ！！)                               | 5. januar, 2006     | 25. oktober, 2008   |
| 435         | 14          | "En lille afstikker" "Yūshō wa Dare no Te ni!? Pokemon Orientēringu!!" (優勝は誰の手に！？ポケモンオリエンテーリング！！)                              | 12. januar, 2006    | 25. oktober, 2008   |
| 436         | 15          | "Harley tager en runde til" "Gonbe no Debyūsen! Hārī to Shinken Shōbu!!" (ゴンベのデビュー戦！ハーリーと真剣勝負！！)                                  | 19. januar, 2006    | 1. november, 2008   |
| 437         | 16          | "En, to, tre for mange!" "Juputoru Tai Toropiusu! Sōgen no Kettō!!" (ジュプトルVSトロピウス！草原の決闘！！)                                           | 26. januar, 2006    | 1. november, 2008   |
| 438         | 17          | "Spontan Combusken!" "Pokemon Kontesuto! Yuzuriha Taikai!!" (ポケモンコンテスト！ユズリハ大会！！)                                                     | 2. februar, 2006    | 8. november, 2008   |
| 439         | 18          | "Skærer båndene, som binder!" "Jukain! Fukkatsu no Yoake!!" (ジュカイン！復活の夜明け！！)                                                             | 9. februar, 2006    | 8. november, 2008   |
| 440         | 19          | "Udsigt til ka boom" "Gekitō! Batoru Paresu de Janguru Batoru!!" (激闘！バトルパレスでジャングルバトル！！)                                            | 16. februar, 2006   | 15. november, 2008  |
| 441         | 20          | "Konge og dronning for en dag!" "Usohachi Kingu to Manene Kuīn!?" (ウソハチキングとマネネクイーン！？)                                                 | 23. februar, 2006   | 15. november, 2008  |
| 442         | 21          | "Vi bryder den røde flodbølge!" "Matenrō no Akai Inazuma!" (摩天楼の赤いイナズマ！)                                                                    | 2. marts, 2006      | 22. november, 2008  |
| 443         | 22          | "Jeg gjorde det af kærlighed!" "Ōichiban! Haruka Tai Takeshi!!" (大一番！ハルカVSタケシ！！)                                                           | 9. marts, 2006      | 22. november, 2008  |
| 444         | 23          | "Tre Jynx frem for én Smoochum!" "Muchūru to Rūjura San-Shimai!!" (ムチュールとルージュラ三姉妹！！)                                                   | 16. marts, 2006     | 29. november, 2008  |
| 445         | 24          | "Har du talt med din Pokémon i dag?" "Tawā Taikūn, Rira Tōjō!" (タワータイクーン、リラ登場！)                                                          | 23. marts, 2006     | 29. november, 2008  |
| 446         | 25          | "Anden gang er lykkens gang!" "Batoru Tawā! Ishindenshin Batoru!!" (バトルタワー！以心伝心バトル！！)                                                  | 30. marts, 2006     | 6. december, 2008   |
| 447         | 26          | "Pokémon Ranger - Deoxys' krise! (Del et)" "Pokemon Renjā! Deokishisu, Kuraishisu!! (Zenpen)" (ポケモンレンジャー！デオキシス・クライシス！！（前編）) | 13. april, 2006     | 6. december, 2008   |
| 448         | 27          | "Pokémon Ranger - Deoxys' krise! (Del to)" "Pokemon Renjā! Deokishisu, Kuraishisu!! (Kōhen)" (ポケモンレンジャー！デオキシス・クライシス！！（後編)    | 13. april, 2006     | 13. december, 2008  |
| 449         | 28          | "Ikke alt, hvad der glitrer, er gyldent!" "Usokkī! Ōgon Densetsu!?" (ウソッキー！黄金伝説！？)                                                         | 20. april, 2006     | 13. december, 2008  |
| 450         | 29          | "Et spind af sammensværgelser!" "Hārī ando Roketto-dan! Akuyaku Dōmei Kessei!?" (ハーリー＆ロケット団！悪役同盟結成！？)                               | 27. april, 2006     | 3. januar, 2009     |
| 451         | 30          | "På vej mod nedelaget!" "Haruka Tai Musashi! Saigo no Kontesuto!!" (ハルカVSムサシ！最後のコンテスト！！)                                              | 4. maj, 2006        | 3. januar, 2009     |
| 452         | 31          | "Et godt, gammelt fupnummer!" "Roketto-dan Kaisan!? Sorezore no Michi!" (ロケット団解散！？それぞれの道！)                                             | 11. maj, 2006       | 10. januar, 2009    |
| 453         | 32          | "Hold grabberne fra de Poké Balls!!" "Takeshi Ando Satoshi! Taggu Batoru de Nibi Jimu o Mamore!!" (タケシ＆サトシ！タッグバトルでニビジムを守れ！！)   | 18. maj, 2006       | 10. januar, 2009    |
| 454         | 33          | "Besat af en ond ånd!" "Batoru Piramiddo! Tai Rejirokku!!" (バトルピラミッド！VSレジロック！！)                                                        | 25. maj, 2006       | 17. januar, 2009    |
| 455         | 34          | "Slaking Kong!" "Kyōi! Kyodai Kekkingu no Yama!!" (驚異！巨大ケッキングの山！！)                                                                       | 8. juni, 2006       | 17. januar, 2009    |
| 456         | 35          | "May, sig goddag til Mayley!" "Kaimaku! Pokemon Kontesuto, Gurando Fesutibaru!!" (開幕！ポケモンコンテスト・グランドフェスティバル！！)                | 15. juni, 2006      | 24. januar, 2009    |
| 457         | 36          | "Det tynder ud i rækkerne!" "Haruka Tai Hārī! Daburu Batoru de Sutēji On!!" (ハルカVSハーリー！ダブルバトルでステージ・オン！！)                       | 22. juni, 2006      | 24. januar, 2009    |
| 458         | 37          | "Udvidelsen af kampzonen!" "Haruka Tai Shū! Saigo no Tatakai!!" (ハルカVSシュウ！最後の戦い！！)                                                       | 29. juni, 2006      | 31. januar, 2009    |
| 459         | 38          | "Med Aipom of pragt!" "Eipamu to Ōsama!" (エイパムと王様！)                                                                                            | 6. juli, 2006       | 31. januar, 2009    |
| 460         | 39          | "Med latter skal ondt fordrives!" "Perappu to Pokemon Manzai!" (ペラップとポケモン漫才！)                                                              | 20. juli, 2006      | 7. februar, 2009    |
| 461         | 40          | "Magtkamp i junglen!" "Pshūgeki! Hagure Manyūra!!" (襲撃！はぐれマニューラ！！)                                                                        | 27. juli, 2006      | 7. februar, 2009    |
| 462         | 41          | "Ned på jorden, Ash!" "Batoru Piramiddo Futatabi! Tai Rejisuchiru!!" (バトルピラミッド再び！VSレジスチル！！)                                          | 3. august, 2006     | 14. februar, 2009   |
| 463         | 42          | "Indsigtens uovervindelige lethed!" "Haruka Tai Shū! Raibaru yo Eien ni!!" (ハルカVSシュウ！ライバルよ永遠に！！)                                      | 10. august, 2006    | 21. februar, 2009   |
| 464         | 43          | "Pas på helbredet!" "Pokemon Sentā wa Ōisogashi!" (ポケモンセンターはおおいそがし！)                                                                   | 17. august, 2006    | 28. februar, 2009   |
| 465         | 44          | "Gamle venner ruster ikke!" "Saisho no Pokemon! Saigo no Tatakai!!" (最初のポケモン！最後の戦い！！)                                                   | 24. august, 2006    | 7. marts, 2009      |
| 466         | 45          | "The final frontier - kampen går løs!" "Kessen! Tai Rejiaisu!!" (決戦！VSレジアイス！！)                                                               | 31. august, 2006    | 14. marts, 2009     |
| 467         | 46          | "Små giganters sammenstød!" "Satoshi Tai Haruka! Rasuto Batoru!!" (サトシVSハルカ！ラストバトル！！)                                                   | 7. september, 2006  | 21. marts, 2009     |
| 468         | 47          | "Tilbage til start!" "Tabi no Owari, Soshite Tabi no Hajimari!" (旅の終わり、そして旅の始まり！)                                                       | 14. september, 2006 | 24. marts, 2009     |

## Stemmer
| Karakter    | Japansk            | Dansk                |
| ----------- | ------------------ | -------------------- |
| Ash Ketchum | Rika Matsumoto     | Mathias Klenske      |
| Pikachu     | Ikue Ōtani         | Ikue Ōtani           |
| Brock       | Yūji Ueda          | Peter Holst-Beck     |
| May         | KAORI.             | Annevig Schelde Ebbe |
| Max         | Fushigi Yamada     | Mikkel Følsgaard     |
| Jessie      | Megumi Hayashibara | Ann Hjort            |
| James       | Shinichiro Miki    | Thomas Kirk          |
| Meowth      | Inuko Inuyama      | Peter Zhelder        |
| Fortæller   | Unshō Ishizuka     | Torben Sekov         |

## Hjemmeudgivelser
I Japan er sæsonen blevet fuldt udgivet til udlejning, men købeudgivelser er begrænset til visse afsnit. Sæsonen har fået en komplet hjemmeudgivelse på engelsk i USA og Australien.
I Danmark har denne sæson ikke set nogen form for hjemmeudgivelse.